# Tankō Bushi

O Tankō Bushi teve origem na mina Miike, Kyushu, Japão.

Tankō Bushi (炭坑節) é uma música folclórica japonesa. Apesar do termo "fushi/bushi" (som, melodia) em seu nome, o ritmo é Ondo (音頭), uma dança praticada em grupos. É uma música sobre a mineração de carvão, e se refere à antiga Mina Miike em Kyushu, cidade de Tagawa. É um som comumente usado no Bon Odori, e a dança que acompanha a música mostra ações das minas, como pegar carvão com pás, pegar sacos de carvão com as costas, retirar o suor da testa e empurrar um carrinho da mina. 

## Trecho do Tankō Bushi
| Japonês: Tsuki ga deta deta Tsuki ga deta, a yoi yoi Miike Tankō no ue ni deta Anmari entotsu ga takai no de Sazoya otsukisan kemutakaro Sa no yoi yoi | Tradução em português: A lua, já saiu Oh, a lua saiu, hey ho (kakegoe) Acima da Mina Miike a lua saiu. A chaminé é tão alta, Imagino se a lua sufoca na fumaça... Hey ho! |

 Os arranjos modernos do Tankō Bushi substituem o trecho "Mina Miike" com "uchi no oyama" (lit. nossa montanha), que nas gírias tradicionais da mineração significa algo como "nossa mina de carvão", já que a Mina Miike não está mais em funcionamento, e a música também é tocada em festivais Bon fora de Kyushu. 

## História
A música foi gravada no Japão no ano de 1932.  Uma versão popular é a gravação comercial com Suzuki Masao,  Disco Victor of Japan, MV-1 (JES-1041).  Foi gravado originalmente em um disco de 78 RPM como Victor V-41543. A versão em CD também é da empresa Victor of Japan, MVK-1.  